# Доротея Данська (1546—1617)
Доротея Данська (дан. Dorothea af Danmark, 29 червня 1546 — 6 січня 1617) — данська та норвезька принцеса з династії Ольденбургів, донька короля Данії та Норвегії Крістіана III та принцеси Доротеї Саксен-Лауенбурзької, дружина герцога Брауншвейг-Люнебургу Вільгельма.

## Біографія
Народилась 29 червня 1546 року у Коллінгу. Була п'ятою дитиною та другою донькою в родині короля Данії та Норвегії Крістіана III та його дружини Доротеї Саксен-Лауенбурзької. Мала старшу сестру Анну, яка за два роки вже вийшла заміж, та братів Фредеріка, Магнуса та Йоганна.

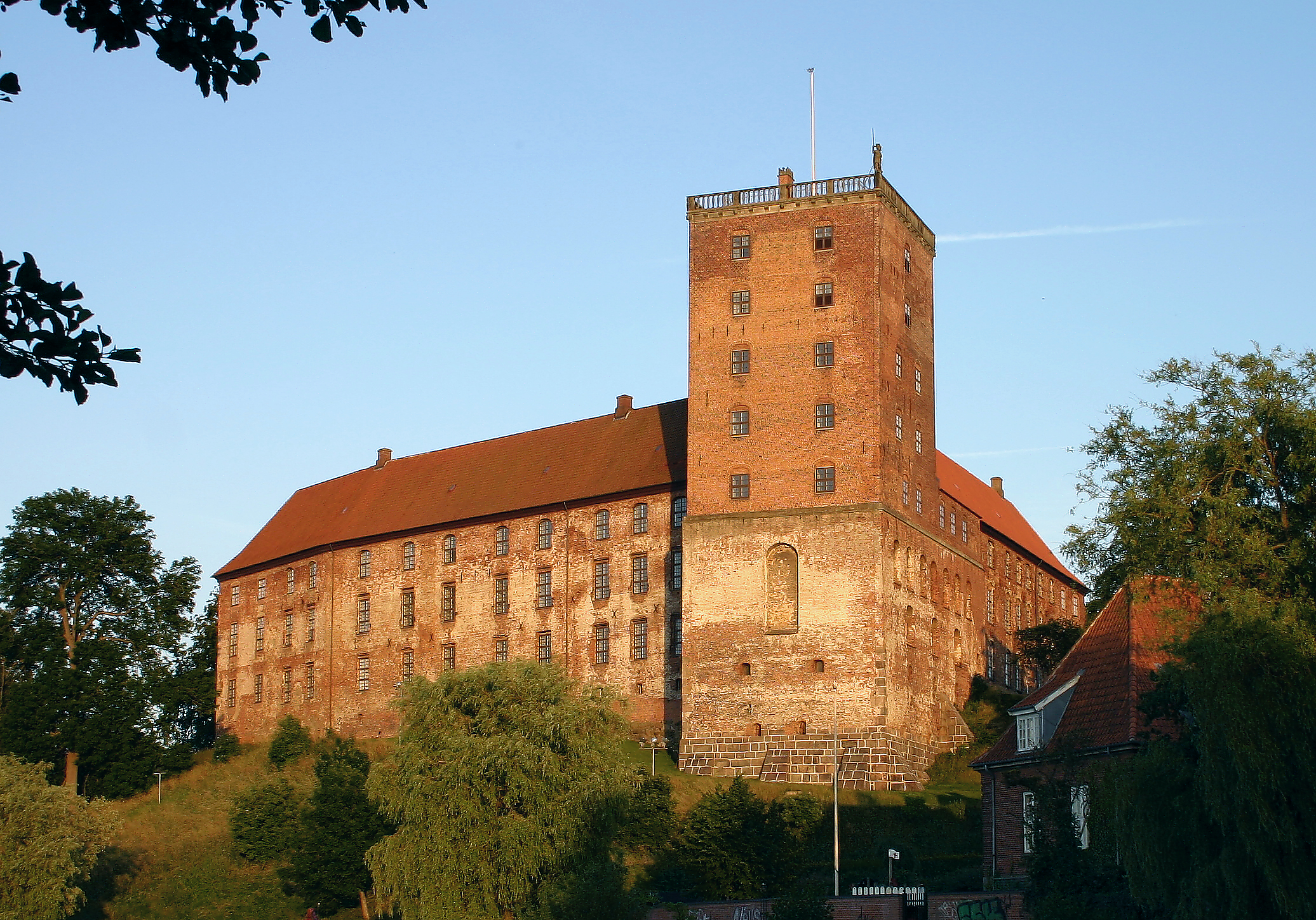
Королівський палац у Коллінгу

Батька не стало, коли дівчинці було 12 років. Матір суворо контролювала дітей, вважаючи що Бог надав їй право та обов'язок не лише любити, а й давати поради й керувати нащадками. Вона мала намір одружитися вдруге, проте їй завадили.
Доротею у віці 15 років видали заміж за 26-річного князя Люнебургу Вільгельма. Весілля відбулося 12 жовтня 1561. Матір навідувала її у Німеччині кожного року. У подружжя народилося п'ятнадцятеро дітей.
З осені 1577 Вільгельм потерпав від психічного захворювання. Спочатку в його стані наступило покращання, але у 1582 році ремісія закінчилася. Доротея шукала поради у родичів і лікарів, але реально допомогти ніхто не міг. Герцогиня зажадала ізолювати чоловіка в ім'я безпеки його самого та сім'ї, через що посварилася з вищими чиновниками. Зрештою, втрутився імператор Рудольф II, й імперська комісія постановила помістити герцога Вільгельма під суворий арешт. Щасливим чином психічні проблеми у Вільгельма зникли на багато років, але поновилися у 1587 році. Після цього герцог більше не міг виконувати свої обов'язки і був відправлений під домашній арешт в Целле. Країною надалі управляв уряд під керівництвом Філіпа Грубенхагенского та герцогині Доротеї. Регентом вона була здібним та енергійним, що, втім, не вберегло Люнебург від певних економічних труднощів. З дітьми проводила більшість часу у Медінгенському монастирі та Вінзенському замку
Вільгельм помер у серпні 1592 року. Доротея після цього проживала у замку Вінзена разом з трьома доньками. Дехто з її синів також мешкав із нею. Активно займалася справами містечка. Була присутньою на кількох спаленнях відьом, про що залишились нотатки дослідника Генріха Шульца. Відвідала велику родинну зустріч у 1599 році в німецькому Хельдбурзі. Пережила чоловіка на чверть століття і пішла з життя 6 січня 1617 року у Вінзені. Була похована 16 лютого поруч із ним у князівській крипті міської кірхи Целле.

## Родина

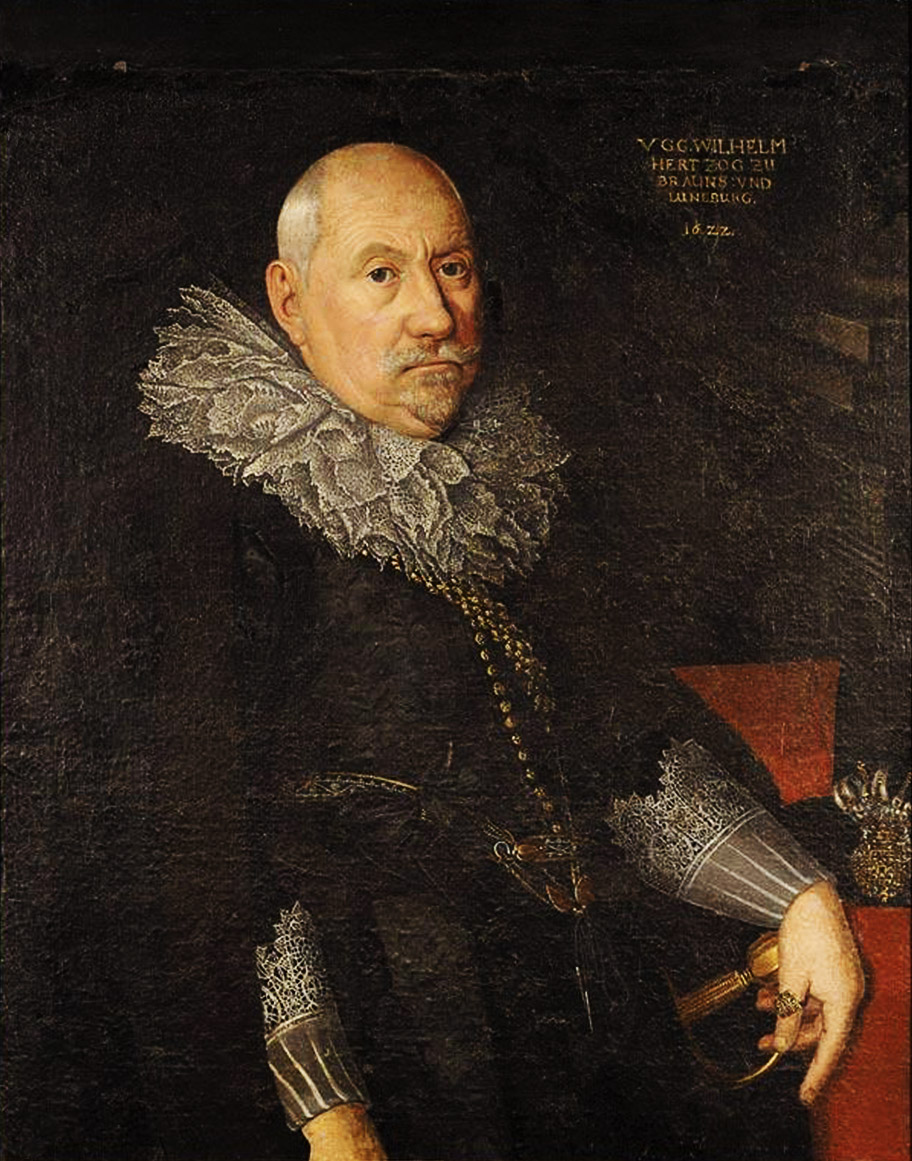
Ймовірний портрет Вільгельма Брауншвейг-Люнебурзького роботи невідомого майстра

Чоловік —  Вільгельм Брауншвейг-Люнебурзький
Діти:
- Софія (1563—1639) — дружина маркграфа Бранденбург-Ансбаху та Бранденбург-Кульмбаху Георга Фрідріха, дітей не мала;
- Ернст (1564—1611) — князь Люнебургу у 1592—1611 роках, одруженим не був, дітей не мав;
- Єлизавета (1565—1621) — дружина графа Фрідріха Гогенлое-Лангенбурзького, мала єдину доньку, що померла в дитячому віці;[2]
- Крістіан (1566—1633) — князь Люнебургу у 1611—1633 роках, одруженим не був, дітей не мав;
- Август (1568—1636) — єпископ Ратцебургу у 1610—1636 роках, князь Люнебургу в 1633—1636 роках, мав стосунки з Ільзою Шмідіген, від якої мав дванадцятеро дітей;
- Доротея (1570—1649) — дружина герцога Пфальц-Цвейбрюккен-Біркенфельду Карла I, мала четверо дітей;
- Клара (1571—1658) — дружина графа Шварцбург-Франкенхаузену Вільгельма I, дітей не мала;
- Анна Урсула (1572—1601) — неодружена, дітей не мала;
- Маргарита (1573—1643) — дружина герцог Саксен-Кобургу Йоганна Казимира, дітей не мала;
- Фрідріх (1574—1648) — князь Люнебургу у 1636—1648 роках, одруженим не був, дітей не мав;
- Марія (1575—1610) — неодружена, дітей не мала;
- Магнус (1577—1632) — чернець у Брауншвейзі,
- Георг (1582—1641) — князь Каленбергу у 1635—1641 роках, був одружений з Анною Елеонорою Гессен-Дармштадтською, мав восьмеро дітей;
- Йоганн (1583—1628) — чернець у Міндені;
- Сибілла (1584—1652) — дружина князя Брауншвейг-Данненбергу Юліуса Ернста, мала двох дітей, що померли немовлятами.